# Pallacanestro ai XII Giochi del Mediterraneo
Il torneo di pallacanestro ai XII Giochi del Mediterraneo si è svolto nel 1993 nel dipartimento francese Languedoc-Roussillon.